# Grande Balmaz
La Grande Balmaz (2.616 m s.l.m. ) è una montagna della Catena des Aravis nelle Prealpi di Savoia al confine tra la Savoia e l'Alta Savoia.
La montagna è collocata a nord del Colle des Aravis.